# Kepler-22
Kepler 22 (ou Kepler-22a) é uma estrela classe G, que está a aproximadamente 600 anos-luz da Terra e que tem em seu sistema solar o primeiro planeta identificado dentro de uma zona habitável similar a da Terra. Kepler 22 é levemente menor e mais frio do que o Sol. Está localizado entre as constelações de Cygnus e Lyra em Ascensão Reta 19h 16m 52.2s e Declinação +47° 53′ 4.2″.
Em 5 de dezembro de 2011, a comunidade científica anunciou que um possível mundo semelhante à Terra (Kepler-22b) tinha sido descoberto orbitando a zona habitável da estrela.  Isto é significante pelo fato de que foi o primeiro aparente exoplaneta similar à Terra descoberto a estar orbitando inequivocadamente dentro da zona habitável da estrela, e com certeza existente.